# Productronica

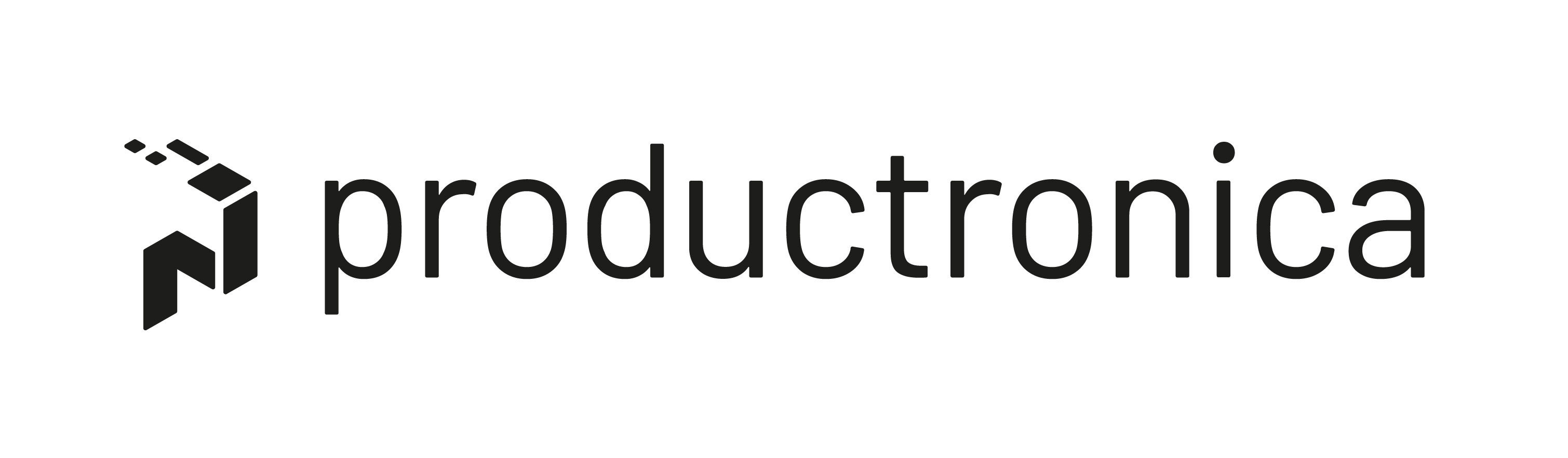
Logo der Productronica

Die productronica ist Weltleitmesse für Elektronikfertigung. Sie findet im zweijährigen Rhythmus in München statt. Träger ist der VDMA (Verband Deutscher Maschinen- und Anlagenbau e.V.).

## Kennzahlen
- Betreiber: Messe München[2]
- Veranstaltungsort: Messe München
- Ausstellungsfläche (2023): 90.000 m²
- Aussteller (2023): 1.400
- Besucher (2023): 42.000
- Termin 2023: 14.–17. November[3]
- Termin 2025: 18.–21. November[3]

## Geschichte
Die productronica ist 1975 aus der electronica hervorgegangen, einer der größten Fachmessen der Elektronikindustrie. Die Veranstalter wollten eine praxisbezogene Messe als Konterpart zur electronica schaffen.
In den 1970er Jahren trieben moderne Förderanlagen und die ersten Mikroprozessoren die Elektronikfertigung voran, weshalb die Halbleitertechnik in das Messe-Programm aufgenommen wurde. 1980 lag der Fokus der Messe auf dem Gebiet der gedruckten Schaltungen. Die fünfte productronica war geprägt von Leiterplatten und SMD-Technik, die ihre Wurzeln in der zunehmenden Miniaturisierung hatte. Das Jahr 1990 war geprägt vom Strukturwandel in der Fertigungslandschaft in Europa, getrieben von der immer stärker werdenden asiatischen Konkurrenz. Mit dem Strukturwandel einher ging in den Jahren ab der Jahrtausendwende die Diskussion um eine bleifreie Fertigung. Es wurden Bleifrei-Arbeitskreise vom FED, ZVEI und VdL gegründet, um die Lernkurve besser bewältigen zu können.
Heute bildet die Messe die komplette Wertschöpfungskette der Elektronikfertigung ab. Zum 40-jährigen Bestehen 2015 verliehen die Veranstalter erstmals den „productronica innovation award“.

## Ausstellungsbereiche
Die Messe ist in fünf Cluster gegliedert: PCB&EMS, SMT, Semiconductors, Cables, Coils & Hybrid, Future Markets. Der Bereich Overall Production Support ergänzt diese Struktur und umfasst Dienstleistungen und Produkte, die für alle Cluster genutzt werden können. Aktuelle Bereiche wie z. B. Industrie 4.0 und 3D-Druck vervollständigen den Ausstellungsbereich.

### Cluster PCB & EMS
- Leiterplatten und Schaltungsträger-Fertigung
- Electronics Manufacturing Services (EMS)

### Cluster SMT
- Bestückungstechnologie
- Löttechnik und Fügetechnik für Leiterplatten
- Mess- und Prüftechnik, Qualitätssicherung
- Product Finishing
- Produktionssubsysteme
- Produktionslogistik und Materialflusstechnik

### Cluster Semiconductors
- Halbleiter-Fertigung
- Fertigung von Displays, LEDs und diskreten Bauelementen
- Photovoltaik-Fertigung
- micronano-production
- Reinraumtechnik
- Materialbearbeitung

### Cluster Cables, Coils & Hybrids
- Fertigungstechnologien für Kabel und Steckverbinder
- Wickelgüterfertigung
- Hybride Bauteile-Fertigung

### Cluster Future Markets
- IT to Production, Industrie 4.0
- Fertigungstechnologien für Batterien und elektrische Energiespeicher
- Organische und gedruckte Elektronik
- 3D-Druck, Additive Manufacturing

## Zahlen und Fakten
2023 zählte die productronica 1.400 Aussteller aus 45 Ländern auf 90.000 m² Ausstellungsfläche. 54 Prozent der ausstellenden Unternehmen kamen aus dem Ausland. Besucherseitig fanden 42.000 Fachleute aus 94 Ländern ihren Weg auf das Münchner Messegelände.

### Leitthemen
Die productronica legt zu jeder Veranstaltung Leitthemen fest. Zu den Leitthemen 2023 zählten Leistungselektronik sowie Künstliche Intelligenz und Sensorik in der Elektronikfertigung.

### International
Die productronica ist neben der productronica China und productronica India das Kernelement des Elektronik-Messenetzwerks der Messe München. Zu diesem Netzwerk gehören zudem die Weltleitmessen electronica in München, die electronica China, die electronica India und die electronicaAsia sowie die Lopec in München.